# Палава (биосферный заповедник)
Биосферный заповедник Палава (чеш. Chráněná krajinná oblast Pálava, сокращенно CHKO Pálava) — особо охраняемая природная территория и биосферный заповедник ЮНЕСКО, расположенный в Южной Моравии, в Чехии, на границе с Австрией. Территория объявлена ЮНЕСКО заповедником в 1986 году. В 2003 году, заповедник объединен вместе с другими охраняемыми территориями - культурным ландшафтом Леднице-Вальтице, несколькими объектами Рамсарской конвенции, природным парком в пойме реки Тайя, и т.д., в более крупный биосферный заповедник ЮНЕСКО «Нижняя Морава».

## Природа
Известняковые горы Палава, которые являются частью Западных Карпат), это главный доминирующий объект CHKO Pálava. Наивысшая точка ареала, это гора Девин, с высотой 549 метров над уровнем моря.
Значительную часть заповедника занимает естественные или минимально затронутые человеческой деятельностью степные экосистемы, включающие в себя луговые степи и лесостепи, а также теплолюбивый дубовый лес.
В пойме реки Тайя, леса чередуются с лугами и водно-болотными угодьями, где произрастают растения-галофиты.

## Человеческая деятельность
Оставшиеся территории CHKO Pálava используются в сельском хозяйстве, которое включает в себя большое количество виноградников, культивирующихся согласно принципам устойчивого сельского хозяйства, которые, в свою очередь, создают Микуловский винный субрегион.
На территории CHKO Pálava располагаются хорошо сохранившиеся памятники истории, такие, как  палеолитическая стоянка в Дольни-Вестонице, где была обнаружена Вестоницкая Венера, керамическая женская фигурка, датирующаяся периодом 29,000–25,000 лет до н.э.
В южной части CHKO Pálava располагается город Микулов, основанный в Средние века, и знаменитый объектами исторической и архитектурной ценности, такими, как, например, замок Микулов.

## Фотогалерея

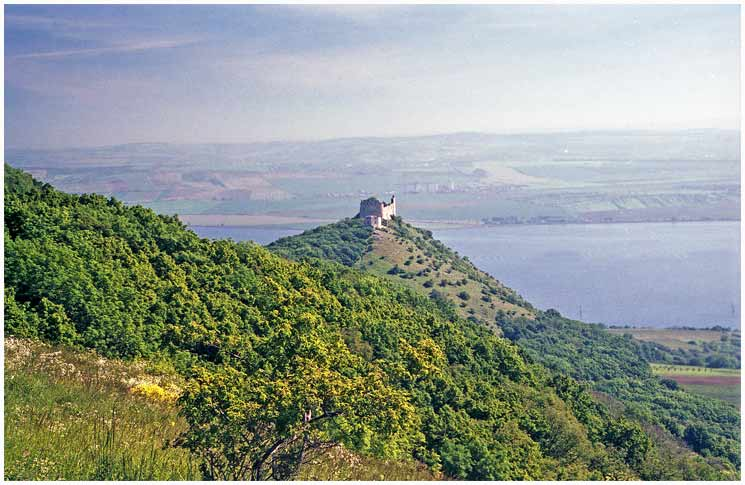
Развалины замка Девички (чеш. Děvičky) над водохранилищем Новы Млыны (чеш. Nové Mlýny)
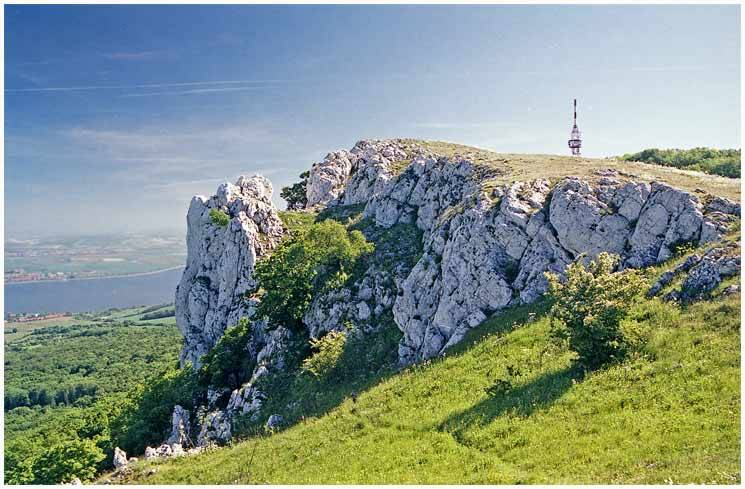
Скалы на вершине Девин (чеш. Děvín)
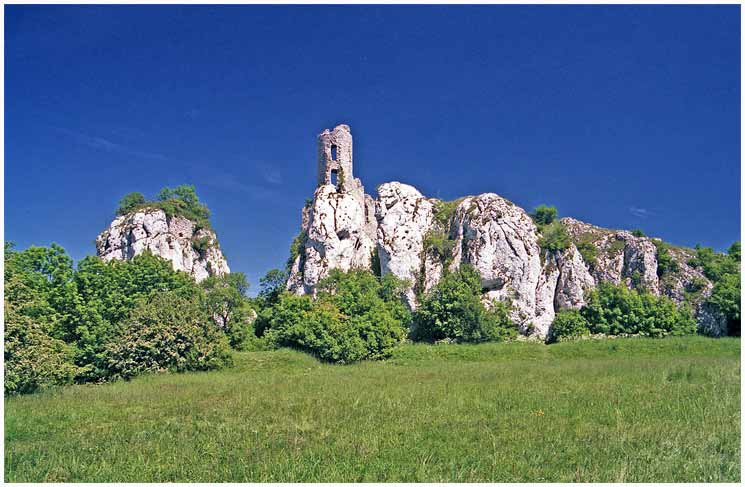
Сиротский замок (чеш. Sirotčí hrádek) с запада.
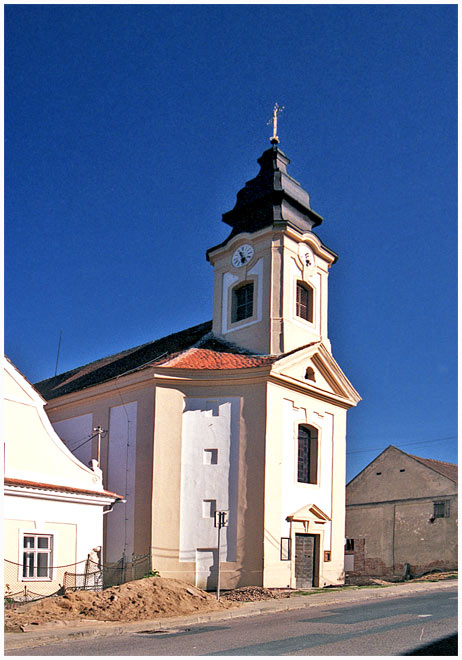
Храм в Клентнице.
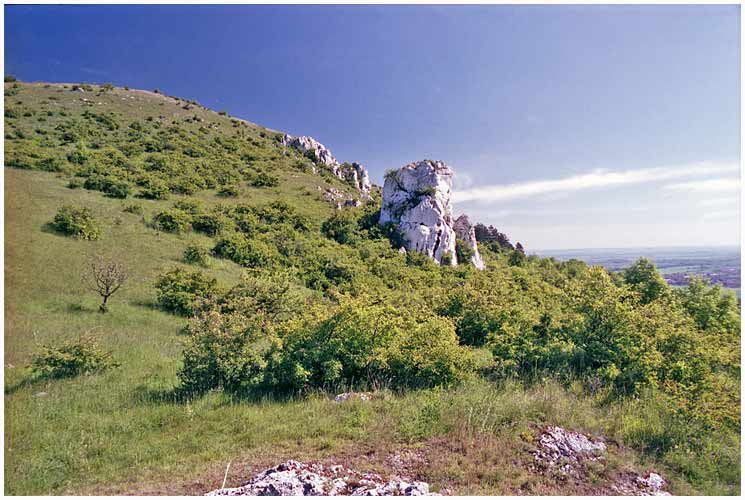
Розовая гора.
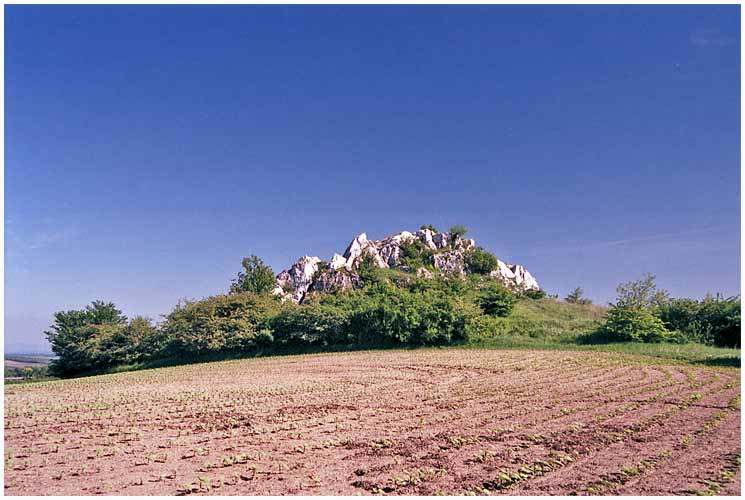
Кошачья скала
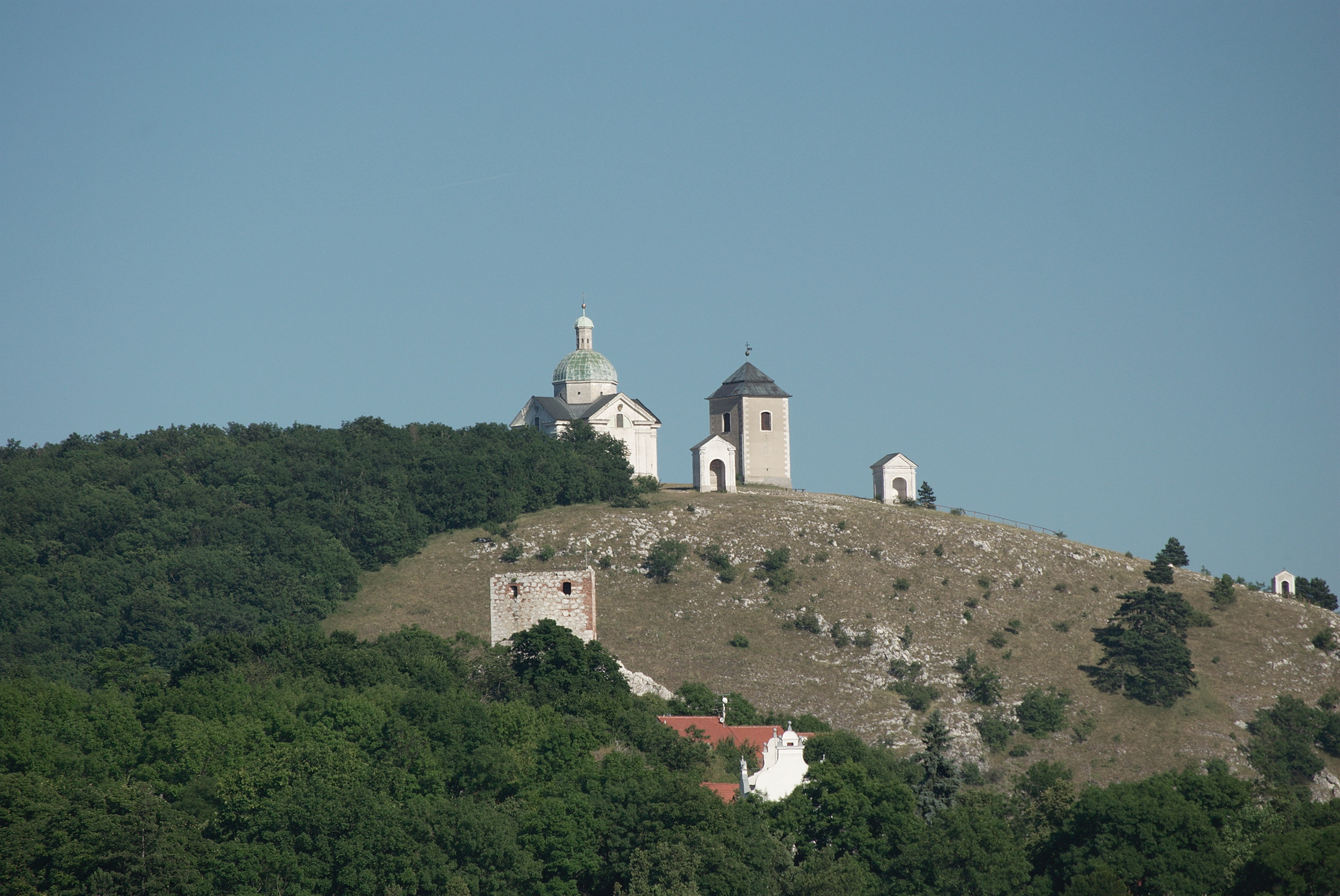
Святой холм (чеш. Svatý kopeček) над Микуловом
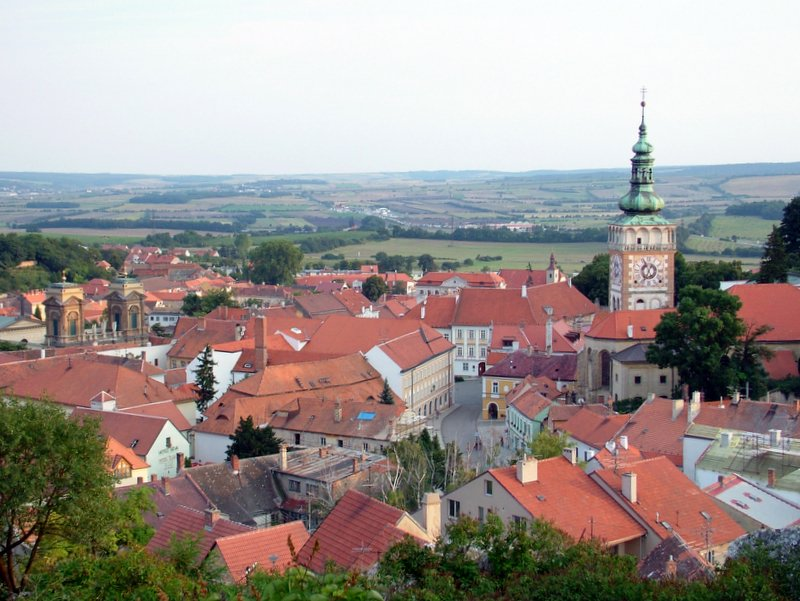
Вид с севера на Микулов.